# رولان الکساندر
رولان الکساندر (فرانسوی: Roland Alexandre‎؛ ۶ نوامبر ۱۹۲۷ – ۱ فوریه ۱۹۵۶) بازیگر اهل فرانسه بود.
از فیلم‌هایی که وی در آن نقش داشته‌است، می‌توان به مؤسسه ریکوردی و ناپلئون اشاره کرد.